# Delias melusina
Delias melusina is een vlindersoort uit de familie van de Pieridae (witjes), onderfamilie Pierinae.
Delias melusina werd in 1890 beschreven door Staudinger.